# 邁耶劍尾魚
邁耶劍尾魚，為輻鰭魚綱鯉齒目鯉齒亞目花鳉科的其中一種，被IUCN列為瀕危保育類動物，分布於中美洲墨西哥Salado河流域，體長可達7.8公分，屬肉食性，生活習性不明，可作為觀賞魚。

## 擴展閱讀
維基物種上的相關：邁耶劍尾魚